# روش دوز ثابت
روش دوز ثابت (به انگلیسی: Fixed-dose procedure)، که در سال ۱۹۹۲ توسط انجمن سم‌شناسی بریتانیا پیشنهاد شد، روشی برای ارزیابی سمیت حاد خوراکی یک ماده است.
در مقایسه با آزمایش قدیمی‌تر LD50 که در سال ۱۹۲۷ توسعه یافت، این روش نتایج مشابهی را در حالی که از جانوران کمتری استفاده می‌کند و باعث درد و رنج کمتری می‌شود، ایجاد می‌کند. در نتیجه، در سال ۱۹۹۲ این آزمون به عنوان جایگزینی برای آزمون LD50 توسط سازمان همکاری و توسعه اقتصادی تحت دستورالعمل آزمون OECD 420 پیشنهاد شد. با این حال، سازمان غذا و داروی ایالات متحده شروع به تأیید جایگزین‌های غیرجانوری در پاسخ به نگرانی‌های مربوط به ستم تحقیقاتی و عدم اعتبار / حساسیت آزمایش‌های جانوری در ارتباط با انسان کرده‌است.